# Szelenyiopria reichenspergeri
Szelenyiopria reichenspergeri  (лат.) — вид паразитических мирмекофильных наездников семейства диаприиды надсемейства Proctotrupoidea (или Diaprioidea, Diapriini) подотряда стебельчатобрюхие отряда перепончатокрылые насекомые. Южная Америка: Аргентина (Salta and Tucumán). Мелкие насекомые (длина около 1 мм). Ассоциированы с кочевыми муравьями Eciton quadriglume и Neivamyrmex legionis (Smith) (Ecitoninae). Первоначально были описаны в 1929 году под названием Doliopria reinchespergeri Ferrière, 1929
.